# Симони, Чарльз
Чарльз Си́мони (англ. Charles Simonyi), при рождении Ка́рой Ши́моньи (венг. Simonyi Károly; род. 10 сентября 1948, Будапешт) — американский космический турист. Глава и основатель компании Intentional Software. Участник двух космических полётов на российских кораблях Союз ТМА к Международной космической станции. Автор венгерской нотации.

## Вехи биографии
- Сын венгерского физика и инженера Кароя Шимоньи. Правнук Шандора Шимоньи-Шемадама, премьер-министра Венгрии (в 1920 г.).
- Во время учёбы в средней школе подрабатывал ночным сторожем в компьютерной лаборатории. Начал увлекаться компьютерами и программированием. К моменту окончания школы самостоятельно разрабатывал компилирующие программы.
- В 1966 году Симони переехал из Венгрии в Данию, где работал программистом в компании A/S Regnecentralen в Копенгагене.
- В 1968 году уехал на учёбу в США.
- С 1972 по 1980 год работал в Xerox Palo Alto Research Center (PARC), занимаясь разработкой текстового редактора Bravo[англ.], первого редактора, работающего на принципе WYSIWYG (what you see is what you get — что видишь, то и получишь), то есть в режиме полного соответствия изображения на экране и распечатки.
- С 1981 года работал в корпорации Microsoft, где принимал участие в разработке программных продуктов Microsoft MS-DOS (именно при её разработке была предложена венгерская нотация), Multiplan[англ.], Excel, Word и других.
- В 1982 году получил американское гражданство.
- С 1991 года работал старшим специалистом по архитектуре отделения Advanced Technology компании Microsoft Research (Редмонд, штат Вашингтон), где занимался проблемой ментального программирования (англ. Intentional Programming, IP). В корпорации занимал должности руководителя разработки прикладных программ, главного программиста, ведущего инженера.
- В августе 2002 года ушёл из корпорации Microsoft и вместе с профессором Грегором Кицалешем (англ. Gregor Kiczales) основал компанию Intentional Software Corporation[англ.].

## Образование и научные звания
- В 1972 году окончил Калифорнийский университет в Беркли и получил степень бакалавра наук по машиностроению и технической математике.
- В 1976 году в Стэнфордском университете получил степень доктора (Ph.D.) по вычислительной технике.

## Космический туризм
Симони — пятый и седьмой космический турист (2007, 2009). Первый двукратный космический турист.

## Личная жизнь
- Жена (с декабря 2008 года) — Лиза Персдоттер (Lisa Persdotter), гражданка Швеции, фотомодель. Брачный контракт заключённый с ней, кроме всего прочего, содержит запрет лететь в космос третий раз.[2]
- Брат — Томаш Шимоньи.

Шесть месяцев в году Чарльз Симони проводит на своей супер-яхте Skat (название от датского слова «сокровище»).

## Радиолюбительская деятельность
У Чарльза есть два радиолюбительских позывных — KE7KDP и HA5SIK.